# Sirgumetsa
Sirgumetsa est un village de la commune de Luunja du comté de Tartu en Estonie. 
Au 31 décembre 2011, il compte 45 habitants.